# 가모촌 (에히메현)
가모촌(加茂村)은 에히메현 니이군에 설치된 촌이다. 